# توروس غيمز
توروس غيمز (بالإنجليزية: Torus Games)‏ ، هي شركة أسترالية خاصة لتطوير ونشر ألعاب الفيديو، أسست سنة 1994م، وهي أقدم شركة تطوير اللعبة في دولة أستراليا ، حيث أنتجت عدة ألعاب ومنها لعبة دوك نوكيم 3دي لنظام التشغيل المحمول جيم بوي كولر التي أنتجها شركة نينتندو اليابانية.